# Tournoi de tennis de Tokyo (WTA 1996)
Le tournoi de tennis de Tokyo est un tournoi de tennis professionnel féminin. L'édition 1996, classée en catégorie Tier I, se dispute du 29 janvier au 4 février 1996.
Iva Majoli remporte le simple dames. En finale, elle bat Arantxa Sánchez Vicario, décrochant à cette occasion le 3e titre de sa carrière sur le circuit WTA.
L'épreuve de double voit quant à elle s'imposer Gigi Fernández et Natasha Zvereva.

## Résultats en simple

### Parcours
Quatre têtes de série sont exemptées de premier tour.
| No | Joueuse           | Résultat      | Ultime adversaire     |
| -- | ----------------- | ------------- | --------------------- |
| 1  | Monica Seles      | 1/4 de finale | Iva Majoli (7)        |
| 2  | Conchita Martínez | 1/2 finale    | Arantxa Sánchez (3)   |
| 3  | Arantxa Sánchez   | Finale        | Iva Majoli (7)        |
| 4  | Kimiko Date       | 2e tour       | Naoko Sawamatsu       |
| 5  | Magdalena Maleeva | 1/4 de finale | Arantxa Sánchez (3)   |
| 6  | Gabriela Sabatini | 1er tour      | Martina Hingis        |
| 7  | Iva Majoli        | Victoire      | Arantxa Sánchez (3)   |
| 8  | Lindsay Davenport | 1/4 de finale | Conchita Martínez (2) |

## Résultats en double

### Parcours
| No | Équipe                     | Résultat | Ultimes adversaires             |
| -- | -------------------------- | -------- | ------------------------------- |
| 1  | Naoko Kijimuta Ai Sugiyama | 1er tour | Mariaan de Swardt Irina Spîrlea |